# 微孔鳞毛蕨
微孔鳞毛蕨（学名：Dryopteris porosa）为鳞毛蕨科鳞毛蕨属下的一个种。